# Asia Pacific Resources International Holdings
Die Asia Pacific Resources International Holdings Ltd (APRIL) ist ein indonesischer Zellstoff- und Papierhersteller. Das Unternehmen ist im Besitz der Royal Golden Eagle-Holding von Sukanto Tanoto.

## Geschichte
Ab 1993 errichtete Tanoto in Pangkalan Kerinci (Riau) auf Sumatra einen Industriekomplex mit angeschlossener Arbeitersiedlung. Das Werk besitzt eine Kapazität von 2,8 Mio. t Zellstoff und 850.000 t Papier pro Jahr. In der Umgebung befinden sich 480.000 ha mit Pflanzungen.
2004 erwarb APRIL die Zellstofffabrik von Rizhao, China.